# Linzenwikke
Linzenwikke, ook wel bittere wikke of erve genoemd, (Vicia ervilia) is een plant uit het geslacht wikke (vicia) uit de vlinderbloemenfamilie (Leguminosae).
Erve is een van de acht eerste plantensoorten die werden gedomesticeerd aan het begin van de neolithische revolutie.  De wilde vorm komt voor in de Vruchtbare Sikkel, meer specifiek in het anti-Libanon gebergte van de Levant (Libanon en West-Syrië), Anatolië, en het tegenwoordige Noord-Irak.
De gesplitste zaden lijken op linzen, maar zijn bitter en pas na herhaaldelijk weken en koken eetbaar voor mensen. Het werd en wordt wel gebruikt als veevoer. Plinius de Oudere vermeldt echter dat keizer Augustus het ook als medicijn gebruikte.